# Cecil Sharp
Cecil James Sharp (Camberwell, Londres, 22 de novembre de 1859 - Barri de Hampstead, Londres, 23 de juny de 1924) va ser un etnomusicòleg, músic, editor i col·leccionista anglès de cançons i danses populars angleses.
Es va formar a l'Uppingham School i a la Universitat de Cambridge, on estudià matemàtiques i música. L'any 1882 emigrà a Austràlia, on va exercir el dret, i el 1889 fou nomenat organista assistent a la catedral d'Adelaida i codirector de l'Adelaida College of Music. El 1892 tornà a Anglaterra. Fou mestre a la Ludgrove Preparatory School entre 1893 i 1910, i director del Hampstead Conservatory (1896-1905). La seva recerca es va dirigir cap a la música popular, culminant amb l'obra English Folk Song: Some Conclusions (Londres, 1907). La seva contribució fou molt important per a la preservació i divulgació de cançons i danses populars angleses. A la vegada, serví d'inspiració a autors com R. Vaughan Williams, G. Holst i G. Butterworth, que utilitzaren en llurs composicions el material recollit per Sharp. Membre de la Folk-Song Society, el 1911 creà l'English Folk Dance Society, societat que dirigí entre els anys 1912 i 1914. Entre 1916 i 1918 va visitar tres vegades les muntanyes Apalatxes als Estats Units per recopilar cançons d'origen anglès. Els seus treballs publicats inclouen English Folk-Songs from the Southern Appalachians, amb Olive Dame Campbell (1917); English Folk Songs (1921); The Morris Book (en 5 parts, entre 1907 i 1913); The Country Dance Book (en 6 parts, entre 1909 i 1922); i Sword Dances of Northern England (en 5 parts, entre 1911 i 1913). El 1930 s'establí a Londres la "Cecil Sharp House", com a centre per a la preservació de la cançó i la dansa populars. El juny de 1924 va morir a causa del càncer.